# Hirudinis
Els hirudinis (Hirudinea) són una subclasse d'anèl·lids de la classe dels clitel·lats. No tenen parapodis ni quetes, i es caracteritzen per la presència de dues ventoses, una bucal i una anal. La cavitat celomàtica està plena de teixit parenquimàtic deixant canals i llacunes. Són hermafrodites amb fecundació interna. La majoria són de règim carnívor i viuen a l'aigua dolça, per bé que hi ha espècies hematòfagues, anomenades sangoneres, que poden parasitar l'ésser humà. S'han descrit unes 500 espècies d'hirudinis.

## Morfologia

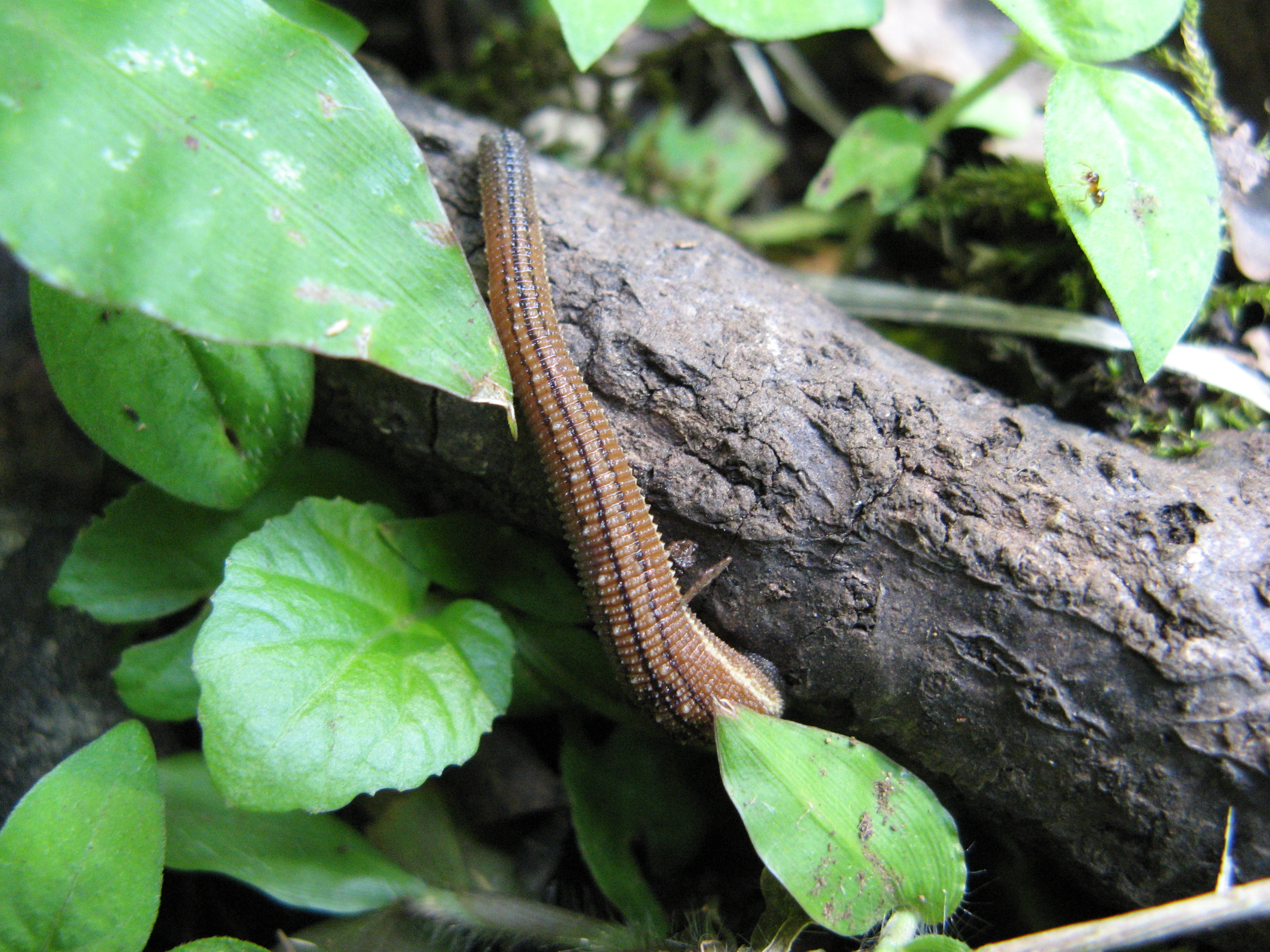
Haemadipsa zeylanica, un hirudini terrestre.

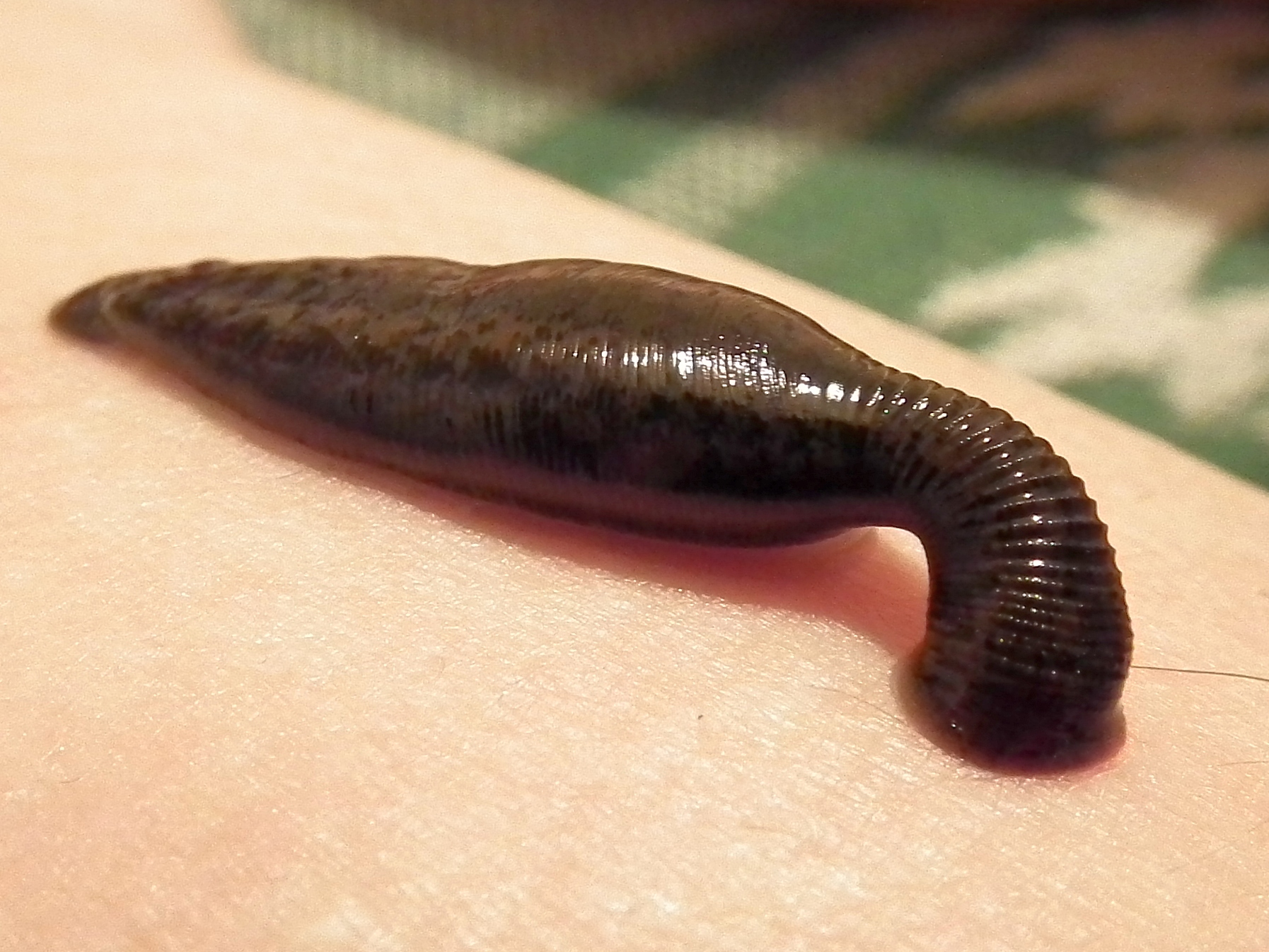
Sangonera comuna xuclant sang.

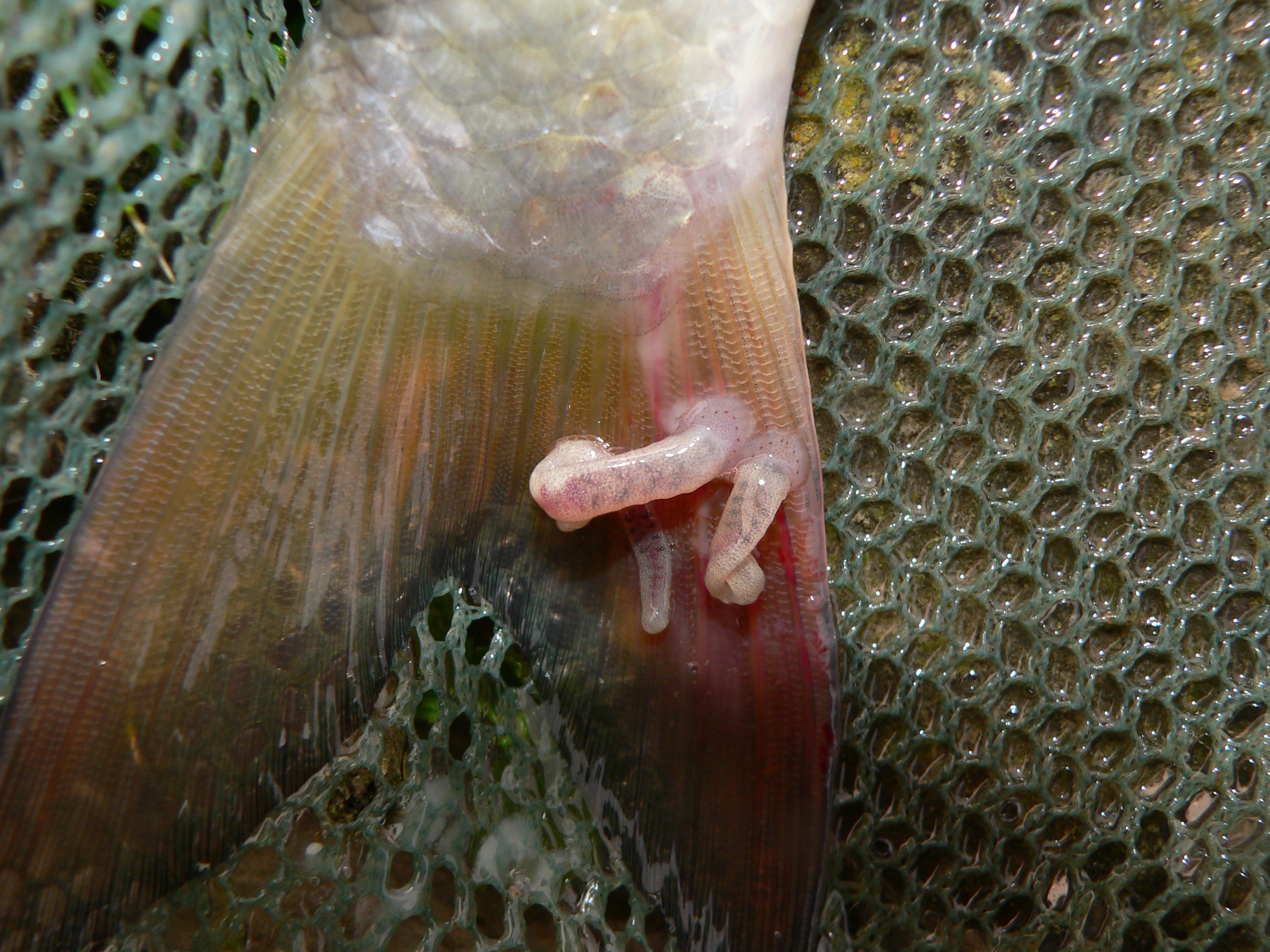
Cystobranchis (Rhynchobdellida) parasitant un peix.

Els hirudinis tenen el cos vermiforme, en general una mica aplatat amb un nombre de constant segments (33, excepte en Acanthobdella), per bé que externament cada segment està dividit en un nombre variable d’anells. No presenten celoma segmentat entre la paret del cos i l'intestí (excepte Acanthobdella) i els òrgans estan immersos en un parènquima. No obstant, durant el desenvolupament embrionari, hi han esbossos de cavitats celomàtiques que queden obliterades. Entre el parènquima queden canals, sinus i llacunes buides que actuen com a sistema circulatori en aquelles espècie que no tenen un veritable conjunt de vasos sanguinis. La respiració és cutània, i algunes espècies tenen evaginacions del tegument que augmenten la superfície per l’intercanvi de gasos i, per tant, actuen com a brànquies.
La boca s'obre en el centre de la ventosa bucal o anterior; els arincobdèl·lides (com ara la sangonera comuna) tenen mandíbules formades per tres plaques quitinoses de vores dentades. A continuació hi ha la faringe, amb les parets molt musculoses, que acta com a bomba succionadora. En els rincobdèl·lides, la faringe forma una probòscide evaginable que es clava a la pell de les preses. En les espècies xucladores de sang, a la faringe hi desemboquen nombroses glàndules productores d'hirudina, substància anticoagulant que impedeix la coagulació de la sang de l’hoste. Tenen un ampli estómac amb nombrosos cecs laterals on les espècies hematòfagues emmagatzemen la sang. A més dels nefridis, els hirudinis posseeixen un ronyó d’acumulació amb cèl·lules botridials que s'encarreguen del metabolisme de les proteïnes, que són homòlogues de les cèl·lules cloragògenes dels oligoquets.
Tenen un cervell i un cordó nerviós ventral amb de 33 ganglis, per bé que els de les àrees de les ventoses estan fusionats. Tenen papil·les sensitives, sobre tot en el prostomi, i cèl·lules fotoreceptores, recobertes de cèl·lules pigmentàries, disperses per la superfície del cos però concentrades principalment en la regió anterior. Els hirudinis són hermafrodites proteràndrics (maduren primer les gònades masculines) però la fecundació és creuada. Els mascles  tenen de 4 a 12 parells de testicles i les femelles un parell d’ovaris.

## Història natural
Els mascles d'algunes espècies produeixen espermatòfors que dipositen sobre l'altre individu, mentre que d'altres produeixen espermatozoides lliures i tenen un òrgan copulador. La fecundació és sempre interna. El clitel només és visible en el període reproductor i genera un capoll que conté un líquid albuminoide que envolta els ous i servirà d’aliment a l'embrió. El desenvolupament és directe, sense fases larvàries.
La majoria dels hirudinis són d'aigua dolça i unes poques s'han adaptat a entorns terrestres humits o al mar. Algunes espècies són depredadores, mentre que d'altres són hematòfagues essent molt poc específiques pel que fa a les seves víctimes. Els rincobdèl·lides perforen amb la seva potent trompa la pell de la presa, mentre que els arincobdèl·lides, sense trompa, però amb mandíbules denticulades, mosseguen i succionen la sang que flueix.

## Taxonomia
La subclasse Hirudinea inclou dues infraclasses; la dels acantobdel·lidis inclou un únic gènere molt primitiu, mentre que la resta dels hirudinis pertanyen a la infraclasse dels euhirudinis, que conté dos ordres i vuit famílies:
Infraclasse Acanthobdellidea
- Gènere Acanthobdella Grube, 1851

Infraclasse Euhirudinea
- Ordre Arhynchobdellida
  - Família Erpobdellidae Moore, 1908
  - Subordre Hirudiniformes
    - Família Haemadipsidae Blanchard, 1893
    - Família Haemopidae Richardson, 1969
    - Família Hirudinidae Whitman, 1886
    - Família Praobdellidae Sawyer, 1986
- Ordre Rhynchobdellida
  - Família Glossiphoniidae Vaillant, 1890
  - Família Ozobranchidae Pinto, 1921
  - Família Piscicolidae Johnston, 1865